# 南国酒家

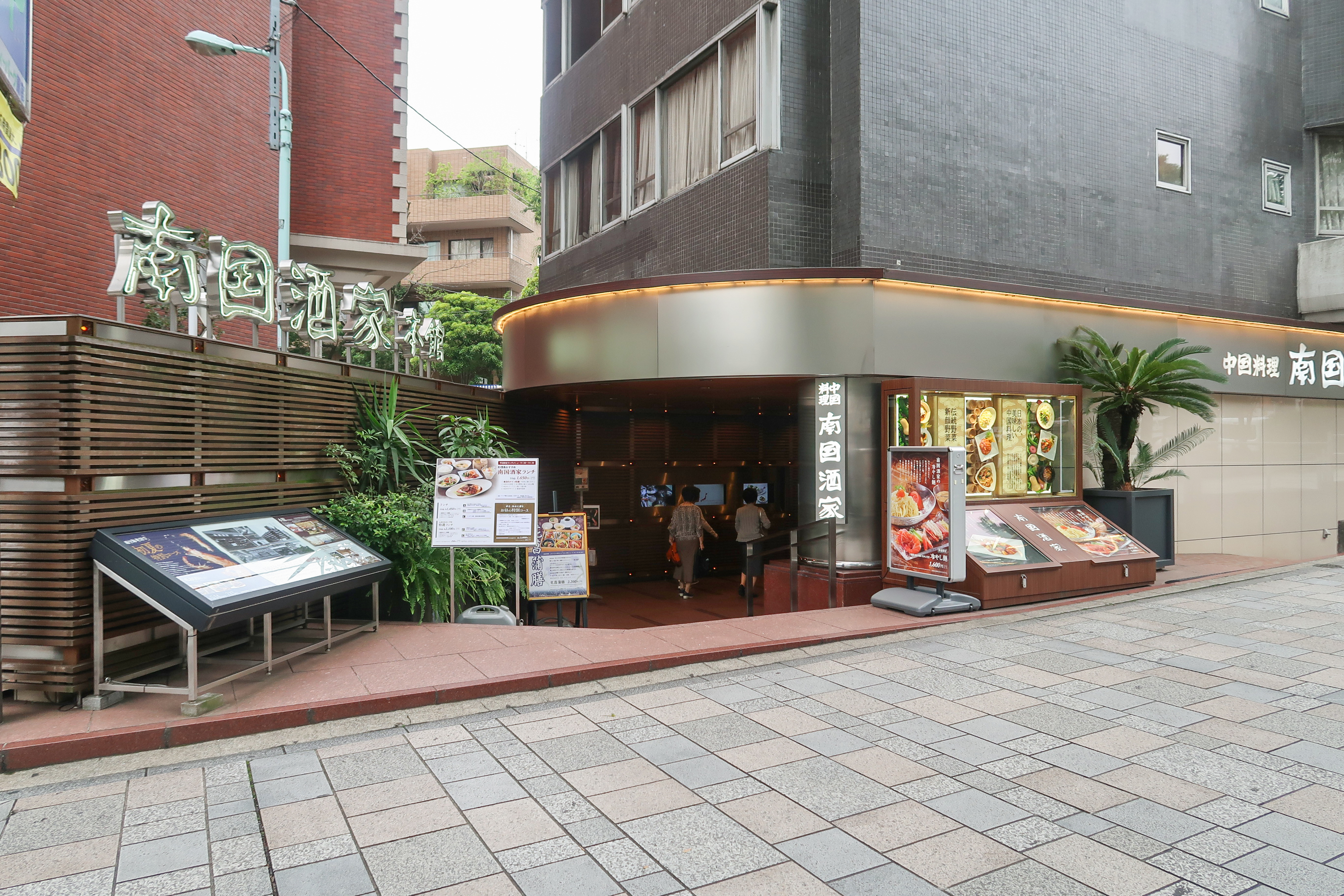
原宿店 本館（東京・表参道）

南国酒家（なんごくしゅか）は、1961年（昭和36年）に渋谷区桜丘町で開業し、当時は未だ珍しかった広東料理が広まるきっかけとなった中国料理店である。なお創業時からの別称はサウスチャイナ。現在は東京・神奈川を中心として福岡・名古屋・埼玉・富山・北海道・岐阜と全19店舗を展開している。2020年11月には創業60周年を迎えた。

## 概要・歴史
1961年（昭和36年）、社長である宮田慶三郎は自ら経営する東京コープ販売株式会社が渋谷区桜丘町に前年完成した高級分譲マンション・渋谷コープ1階に南国酒家・渋谷本店（後の渋谷桜丘店・2011年閉店）を開店させた。「100万ドルの夜景」と謳われた「国際都市・香港の夜」がコンセプトのレストランバーとして深夜営業のバーを併設し当時としては斬新かつモダンな内外装で演出、また同マンション居住者には割引で飲食出来るといった配慮がなされていた。
1965年（昭和40年）3月、宮田は原宿駅前で東京オリンピックに因んで名付けられたデラックス分譲マンション・コープオリンピア（渋谷区神宮前）を完成させ、同時に南国酒家・原宿店（現・原宿店本館・迎賓館）が開店。
酢豚にパイナップルを初めて取り入れた店として知られる。

## 沿革
- 1961年     南国酒家・渋谷本店開店
- 1965年 3月 南国酒家・原宿店（現・原宿店本館・迎賓館）開店
- 2022年 10月あんかけやきそば専門店　東京駅グランスタ開店

## テレビ番組
- 日経スペシャル ガイアの夜明け 未知なる食材を求めて ～新顔野菜の仕掛け人たち～（2007年10月16日、テレビ東京）[4] - 「新顔野菜」でのビジネス戦略を取材。

## 脚註
1. 1 2 3  株式会社南国酒家 新設分割公告
2. ↑  アパートのすべて　金剛出版　1964年8月20日発行　202頁。
3. ↑  “酢豚にパイナップルを入れた初めてのお店の「広東風・酢豚」”.  ぐるなび (2016年7月10日). 2016年10月1日閲覧。
4. ↑  未知なる食材を求めて ～新顔野菜の仕掛け人たち～ - テレビ東京 2007年10月16日